# Sct. Mogens Gade
 Der er for få eller ingen kildehenvisninger i denne artikel, hvilket er et problem. Du kan hjælpe ved at angive troværdige kilder til de påstande, som fremføres i artiklen.

Sct. Mogens Gade i Viborg er en af Danmarks ældste gader.[kilde mangler] Gaden er opkaldt efter Sankt Mogens/Magnus, jarl på Orkneyøerne. Arkitekten Johan Otto von Spreckelsen er opvokset i ejendommen Morvilles Gård på adressen Sct. Mogens Gade 8.
På ejendommen Sct. Mogens Gade 3 findes en mindeplade for Peter von Scholten som siger at han har boet i huset. Senere forskning viser imidlertid at von Scholten ikke har boet i Viborg.